# Сент-Джон, Марк
Марк Сент-Джон (англ. Mark St. John, настоящее имя Марк Лесли Нортон, англ. Mark Leslie Norton; 7 февраля 1956 — 5 апреля 2007) — американский музыкант, ставший всемирно известным благодаря участию в группе «Kiss». Марк Сент-Джон стал новым гитаристом «Kiss» после того как Винни Винсент был выгнан из группы за неэтичное поведение в 1984 году. Он записал с группой альбом Animalize, но из-за болезни не смог довести промогастроли до конца и уступил место Брюсу Кулику.

## Карьера

### «Kiss»
До прихода в «Kiss» Сент-Джон был учителем и гитаристом Южной Калифорнийской кавер-группы Front Page. В «Kiss» Марк играл недолго, записав альбом Animalize (второй альбом эпохи «Kiss» без грима), участвовал в записи клипа на песню «Heaven's on Fire» (единственный клип «Kiss» с его участием).
Марк Сент-Джон не смог довести промотур «Animalize» до конца из-за артрита. Он был почти неспособен выступать на концертах, и отыграл с группой только два полных концерта и один — частично.

### После «Kiss»
После ухода из «Kiss» он сформировал группу под названием White Tiger, состоящей из Дэвида Донато (вокал), Гленн Хьюз (бас-гитара, бэк-вокал), и Дж. Р.Заенз (барабаны). Демо, которые группа записала с продюсером Энди Джонсом и гитаристом Нилом Цитроном, по-видимому, привели на короткий срок Донато в равную степень с Black Sabbath.
В январе 1985 Сент-Джон объединился с вокалистом Донато и барабанщиком Барри Брэндтом из группы «Angel», чтобы воздействовать на развитие некоторых демонстрационных идей. К марту Сент-Джон уже играл на концертах.
Марк и Дэвид скоро сформировали «White Tiger». Они написали большую часть материала для альбома к середине 1985 и намеревались сделать запись. Запись также включала младшего брата Марки, Майкла, на басе, но была дополнена и закончена с Брайеном Джеймсом Фоксом на барабанах.
В 1990 году Сент-Джон совместно с Питером Криссом, прежним участником «Kiss», сформировал группу. Эта группа, известная как Сторожевая башня, была по существу White Tiger, только с Питером Криссом, заменяющим Брайена Фокса на барабанах, и Дэвида Донато, использующего псевдоним Майкл Макдоналд. Эта группа выступала только однажды 2 мая 1990 года.

### Смерть
Начиная с 14 сентября 2006 года Сент-Джон находился в заключении на несколько дней в тюрьме Тео-Лейси, в округе Ориндж, Калифорния. Первоначально его поместили камеру средней степени безопасности для ненасильственных правонарушителей. После того, как он сообщил охранникам, что украл крекеры из ящика с имуществом другого заключенного и опасался за свою безопасность, его перевели. Хотя в документах не упоминается, что Нортон когда-либо подвергался нападению или обращался за медицинской помощью, заключённые сообщают, что он был избит. В течение следующих нескольких месяцев после выхода из тюрьмы Тео Лейси, Сент-Джон страдал от сильных головных болей и болей в теле. И говорил своей девушке, что эти недуги были результатом избиения. 
Сент-Джон скончался утром 5 апреля 2007 года от кровоизлияния в мозг, вызванным случайной передозировкой метамфетамина. Он стал вторым умершим экс-участником группы «Kiss». Первым был Эрик Карр, который умер от рака сердца в 1991 (хотя Эрик был действительным членом «Kiss» на момент своей смерти). У Марка остались брат и сестра Майкл и Кэтлин, а также его родители Лес и Терри Нортон, которые проживают в округе Ориндж (Калифорния).